# Bradley Carnell
Bradley Neil Carnell (Joanesburgo, 21 de janeiro de 1977) é um ex-futebolista sul-africano, que atuava como lateral-esquerdo. Atualmente, trabalha como assistente técnico do New York Red Bulls, da Major League Soccer.

## Carreira
Jogou no Kaizer Chiefs (1997/98), VfB Stuttgart (1998-2003), Borussia Mönchengladbach (2003-2005), Karlsruher SC (2005-2009), Hansa Rostock (2009-2010) e Supersport United (2010-2011), no qual encerrou a carreira.

## Seleção
Carnell representou o elenco da Seleção Sul-Africana de Futebol na Copa do Mundo de 2002 e no Campeonato Africano das Nações de 2002.